# Cherokee National Forest
Der Cherokee National Forest ist ein in den südlichen Appalachen von Ost-Tennessee gelegener National Forest. Der über 2600 km² große Wald ist die zweit meistbesuchte Sehenswürdigkeit des Staates. Der National Forest wurde am 14. Juni 1920 eingerichtet und wird durch den Great-Smoky-Mountains-Nationalpark in ein nördliches und südliches Gebiet geteilt. Er bietet Lebensraum für 43 Arten von Säugetieren, 154 Arten von Fischen, 55 Arten von Amphibien und 262 Arten von Vögeln. Der Cherokee National Forest enthält 11 Wilderness Areas: Bald River Gorge, Big Frog, Big Laurel Branch, Citico Creek, Cohutta, Gee Creek, Joyce Kilmer-Slickrock, Little Frog Mountain, Pond Mountain, Sampson Mountain und Unaka Mountain. Der Sitz des Forstes befindet sich in Cleveland.